# Canale di Reno
Le canale di Reno (ou canal du Reno) est un canal artificiel de la province de Bologne en Italie du nord.

## Géographie
Le canal prend son origine sur le fleuve Reno, dans la localité de Casalecchio di Reno à 6 km du centre historique de Bologne.

## Barrage de Casalecchio

### Histoire
Le barrage, construit à l’origine par les Romains en bois et terre (mur sandwich), fut refait en pierres maçonnées au XIIe siècle pour porter les eaux du Reno dans la cité. La date de sa construction n’est pas connue, on sait seulement qu'elle fut réalisée par des citoyens privés, propriétaires des eaux du Reno (les ramisani), sur plans de Jacopo Barozzi da Vignola  (le Vignole), et est considérée comme un des travaux majeurs de hydraulique de la période ainsi que le plus grand barrage réalisé en maçonnerie avant la venue du béton armé.
La commune de Bologne a acquis le droit de dériver l’eau du barrage et d’en assumer la charge de l'entretien. Puis fut construite une œuvre plus vaste pour pouvoir dériver une majeure quantité d'eau. Pour des siècles la dérivation de Casalecchio représenta un gros problème d'entretien à cause des crues qui apportaient de gros dommages à l’œuvre.
En 1567, le pape Pie V émit une demande dans laquelle il commandait, non seulement la reconstruction du barrage et des œuvres connexes mais, que les frais de maintien soient toujours subdivisés entre les utilisateurs des eaux dérivés.
Encore aujourd'hui l'imposant barrage du Reno et les puissantes murailles qui soutiennent le canal suscitent de l'admiration, compte tenu que c’est la plus ancienne œuvre hydraulique dans le monde encore en fonction et utilisée de manière continue.

### Caractéristiques
Le majestueux barrage, long de 160,45 m, large en moyenne de 35,45 m, avec une pente de 34,55 mètres et une dénivellation de 8,25 mètres, barre le fleuve. À travers une embouchure, appelée il Boccaccio, placée sur le rivage droit, l'eau est dérivée dans le Canal. Sur le Reno, le barrage est positionné presque à la moitié de son cours, c'est-à-dire à 83 km de la source au Monte delle Piastre, dans la localité de Pruneta (900 m d’altitude) et à 128 km de Torre di Primaro, où le fleuve aboutit en Adriatique, après avoir traversé les plaines de Bologne, de Ferrare et de Ravenne (delta du Pô).

## Le Canale di Reno

### Hydrologie
Partant de Casalecchio, après 6 km de parcours entre dans Bologne entre la Porte S. Isaia et Porte S. Felice, au moyen de l'écoutille de la Grada (appelée ainsi à cause de la robuste grille de fer qui était baissée pour éviter des intrusions non désirées). À l’intérieur de la cité le Canal (aujourd’hui recouvert, mais jusque dans les années 1960, encore à l’air libre) suit la via Riva Reno jusqu’au croisement de la Via Marconi. Là, le canal se divise en deux  branches, une poursuit vers l’est donnant origine au Canale delle Moline et l'autre pointe vers le nord formant le Canale Cavaticcio qui servait à l’alimentation du port Navile. Toutes les eaux de ces canaux finissent dans la Bova (via Bovi Campeggi) pour alimenter le canale Navile qui, par une série de 10 d’écluses, permettait de rejoindre en bateau le Pô a Ferrare et donc, la mer.
En 1293, pour augmenter la portée d'eau du Reno (donc du Canal), la Commune de Bologne, barra le torrent Dardagna et le dérouta dans la Silla au moyen du conduit qui donna le nom à la localité de Poggiolforato. Cela permettait d'utiliser ce cours d'eau pour la flottaison des troncs des forêts de Lizzano et de Madonna dell'Acero jusqu'à l'écluse de Casalecchio. La perte de l'eau de la Dardagna (qui est affluent du Panaro) suscita la colère des gens de Modène et donna lieu à un long contentieux. Les restes de ce canal Dardagna - Silla sont maintenant occupées par la route qui de Vidiciatico monte vers le Scaffaiolo.
Le canal Reno fut complètement couvert dans les années 1950, actuellement son parcours est mis en évidence au centre de la via Riva di Reno. Dernièrement il en a été découvert sur un bref tracé pour positionner des peignes mécaniques pour enlever les matériels solides traînés par le courant et qui pourraient endommager les pelles de la turbine de la central hydro-électrique du Cavaticcio

### Économie
Du Moyen Âge jusqu'à il y a quelques années[Quand ?], toute l'économie bolonaise avait en ce canal la source prédominante d'énergie pour faire fonctionner des machines hydrauliques sophistiquées : moulins à grain et autres matières, scieries, martinets de forge, tréfilerie, pilage du riz, papeterie, métiers mécaniques, cylindrage du feutre, filage de la soie, laverie et tanneries.
Pour pouvoir étendre l'aire industrielle, depuis les deux canaux principaux, des conduites étaient dérivées. Celles-ci, par un réseau dense, s'étendaient aux côtés ou au centre des voies citadines et, de ces conduites, dérivaient des conduits secondaires, en mesure de satisfaire chaque type d'usage.
L'eau destinée à produire de l'énergie était, cependant, introduite en conduites forcées, qui en augmentaient la pression. Une fois utilisée, l'eau était recueillie et remise, plus en aval, dans un des canaux ou dans une conduite.
Jusqu'à l'Unité de l’Italie, Bologne était plus semblable à Venise qu'à la ville actuelle : chaque route avait son cours d'eau, plus ou moins imposant, et ponts ou passerelles pour le traverser.